# البطل (مسلسل سوري)
البطل هو مسلسل تلفزيوني سوري من إنتاج سنة 2025، للكاتب رامي كوسا، وإخراج الليث حَجُّو. من بطولة بسام كوسا، ومحمود نصر، ونور علي، وخالد شباط، ونانسي خوري، ووسام رضا، وهيما إسماعيل.

## قصة العمل
يحكي المسلسل لؤم الواقع وويلات الحرب، تُستعاد فيه الأعوام السورية الصعبة وارتكاباتها الفظيعة من تهجير، واحتكار، ورفع أسعار. ويصوِّر صراع العائلة من أجل النجاة وبقايا الأحلام.
وهو مقتبس عن مسرحية "زيارة الملكة" للراحل ممدوح عدوان، التي عُرضت أول مرة في الثمانينيات، وكان محورها الأساسي رفض روح السوق و"الثمن" مقابل كل شيء، والبطولة التي لا تكمن في القوة، بل في الحفاظ على الكرامة، ومقاومة الظلم، والعطاء المجاني للوطن. ويؤكد المسلسل أن البطولة هي أن ترفض الخنوع، أن تطلق الخوف من داخلك، ألا تطلب إذنًا لتتكلم، وألا تكون مدعومًا من أحد سوى ربك وعملك. هي أن تتمسك بحقك، لا أن تتسول الحياة.

## الممثلون
- بسام كوسا
- محمود نصر
- نور علي
- خالد شباط
- نانسي خوري
- وسام أيمن رضا
- هيما إسماعيل
- جرجس جبارة
- جيانا عيد
- رُسُل الحسين
- حسين عباس
- جمال العلي
- همام أيمن رضا
- جلال شموط
- علاء قاسم